# Elizabeth Kostova
Elizabeth Johnson Kostova, née le 26 décembre 1964 à New London (Connecticut), est une écrivaine américaine.

## Biographie

### Enfance et formation
Elizabeth Johnson Kostova est née dans le Connecticut en 1964. Elle entre à l'université en 2002.

### Carrière
Elle est connue pour son roman L'Historienne et Drakula, traduit en 28 langues et devenu un best-seller.